# Dracaena borneensis
Dracaena borneensis är en sparrisväxtart som först beskrevs av Elmer Drew Merrill, och fick sitt nu gällande namn av Stephen Jankalski. Dracaena borneensis ingår i släktet dracenor, och familjen sparrisväxter. Inga underarter finns listade i Catalogue of Life.